# پندارسپران
پندارسپر (نام علمی: Pituriaspida) نام یک رده از زیرشاخه مهره‌داران است.